# Zaprionus koroleu
Zaprionus koroleu är en tvåvingeart som beskrevs av Burla 1954. Zaprionus koroleu ingår i släktet Zaprionus och familjen daggflugor. Inga underarter finns listade i Catalogue of Life.